# Hanno Möttölä
Hanno Möttölä, né le 9 septembre 1976 à Helsinki en Finlande, est un joueur finlandais de basket-ball. Il évolue au poste d'ailier fort. Il a joué pour les Hawks d'Atlanta en National Basketball Association (NBA), et est devenu le premier joueur finlandais à jouer en NBA.

## Biographie
Hanno Möttölä évolue aux Utes de l'Utah, l'équipe universitaire de l'université de l'Utah. Il participe au Final Four lors de la saison 1997-1998, les Utes sont battus par les Wildcats du Kentucky. Il est sélectionné au deuxième tour (40e rang), lors de la draft 2000 par les Hawks d'Atlanta, devenant ainsi le premier joueur finlandais à évoluer en NBA. Il joue deux saisons avec les Hawks, avant de revenir en Europe, en Espagne au TAU Cerámica, puis en Italie au Skipper Bologne, vainqueur du championnat et finaliste de l'Euroligue lors de la saison 2003-2004, puis au Scavolini Pesaro en 2004-2005. Il rejoint ensuite la Russie et le club MBK Dynamo Moscou, puis le Žalgiris Kaunas en Lituanie et l'Aris Salonique en Grèce.
Il annonce la fin de sa carrière le 26 septembre 2008, mais décide de faire son retour seulement neuf mois après, en juin 2009. En septembre 2009, Möttölä signe avec l'équipe finlandaise du Torpan Pojat.
Les joueurs de hockey sur glace de la Ligue nationale de hockey, Jarkko Ruutu et Tuomo Ruutu, sont les cousins de Möttölä.